# Itacarambi
Itacarambi – miasto i gmina w Brazylii, w stanie Minas Gerais.